# Ангольская бюльбюлевая славка
Ангольская бюльбюлевая славка (лат. Macrosphenus pulitzeri) — вид певчих птиц семейства африканских славок, обитатель сухих вечнозелёных лесов. Эндемик Анголы, рассматривается Международным союзом охраны природы как вымирающий вид.

## Систематика
Вид описан в 1931 году и включён в род бюльбюлевых славок американским орнитологом В. Р. Боултоном в журнале Annals of Carnegie Museum. Латинское видовое имя дано в честь издателя и энтузиаста спортивной авиации Ральфа Пулитцера.

## Внешний вид, голос и образ жизни
Маленькая певчая птица с коротким хвостом и длинным тонким клювом. Общая длина тела 13 см. Другие размеры тела (у самки): длина крыла 63 мм, хвоста 50,5 мм, клюва 20,1 мм, цевки 22 мм.
У взрослого самца макушка, спина и гузки оливково-бурые, с несколько более светлым оперением вокруг ушных отверстий. Уздечка и пятно перед глазом тёмно-серые. Кроющие перья надхвостья и подхвостья и бёдра коричного цвета, хвостовые перья оливково-бурые с тёмными красно-коричневыми стволами. Маховые перья первого и второго порядков тёмно-серо-оливковые, третичные маховые и кроющие перья крыла более светлые, у всех перьев крыла оливково-бурая кайма, узкая у первичных и более широкая у вторичных. С нижней стороны внутреннее опахало первичных и вторичных перьев окаймлено серовато-белым. Подбородок и горло грязно-палевого цвета с лёгким зеленоватым оттенком. Грудь, живот и бока оливковые, на боках оперение более тёмное. От нижней части груди вниз по центру проходит тусклая буро-жёлтая полоса, сужающаяся от 10 мм до 5 мм к нижней части живота. Кроющие перья у подмышек и на нижней стороне крыла грязноватого изжелта-белого цвета. В целом птица по виду напоминает оливковую бюльбюлевую славку (Macrosphenus concolor), но отличается от неё бо́льшими размерами.
Голос — серия высоких, похожих на воробьиные, нот, медленно повторяющаяся то резче, то мягче с небольшими вариациями (передаётся как tee-tchyoi и tee, ti-twuh). Об образе жизни информации мало, поскольку птицу обычно трудно заметить в густой листве, однако известно, что она насекомоядна, а особи, готовые к размножению, встречались в сентябре и декабре.

## Распространение и охранный статус
Эндемик возвышенностей Западной Анголы. Согласно традиционной точке зрения, обитает в сухих вечнозелёных лесах, как реликтовых, так и вторичных, в сухих кустарниках и на заброшенных кофейных плантациях на высотах от 800 до 1030 м над уровнем моря. В 2012 году, однако, ни одного представителя вида не было обнаружено во вторичных лесах или вблизи дорог и сельскохозяйственных угодий; по-видимому, оптимальная среда обитания включает в себя густые заросли лиан или кустарников, где славка питается насекомыми низко над землёй.
Ареал вида, по-видимому, в основном не раздроблен и охватывает участок между лесом Кумбира и Шонгорои; птица также часто встречается в районе городов Банга и Уаку-Кунго. В 2003 году представители вида наблюдались во вторичном кустарниковом лесу близ города Селиш. Размеры популяции оцениваются в 1000—2499 взрослых особей или в 1500—3800 особей всех возрастов. Основная среда обитания — девственные сухие вечнозелёные леса — быстро исчезает из-за расчистки под поля, хотя птица показывает хорошую приспосабливаемость к другим условиям. Малая численность и сокращение среды обитания стали причиной того, что Международный союз охраны природы рассматривает Macrosphenus pulitzeri как вымирающий вид.